# 김정식 (1969년)
김정식(金正植, 1969년 8월 8일~)은 대한민국의 정치인이다. 제23대 인천광역시 미추홀구청장(민선 7기)이다. 경상북도 안동시 출신이다.

## 경력
- 2016~2018: 인천광역시 남구시설관리공단 경영본부장
- 2018.01~2018.05: 더불어민주당 우원식 원내대표 정책특보
- 2018.03~: 더불어민주당 정책위원회 부의장
- 2018.07~2022.06: 제23대 민선 7기 인천광역시 미추홀구청장(초선)

## 학력
- 1988~1992 한국방송통신대학교 행정학과 학사
- 2013~2015 인하대학교 대학원 행정학 석사

## 전과
- 폭력행위등처벌에관한법률위반, 집회및시위에관한법률위반, 화염병사용등의처벌에관한법률위반: 징역 1년, 집행유예 2년 - 1990년 11월 22일 선고[1]
- 저작권법위반: 벌금 3,000,000원 - 2003년 10월 9일 선고[1]

## 역대 선거 결과
|  | 39.83% |

|  | 52.28% |

|  | 45.26% |